# Waldkapelle Maria Hilf Steinegg

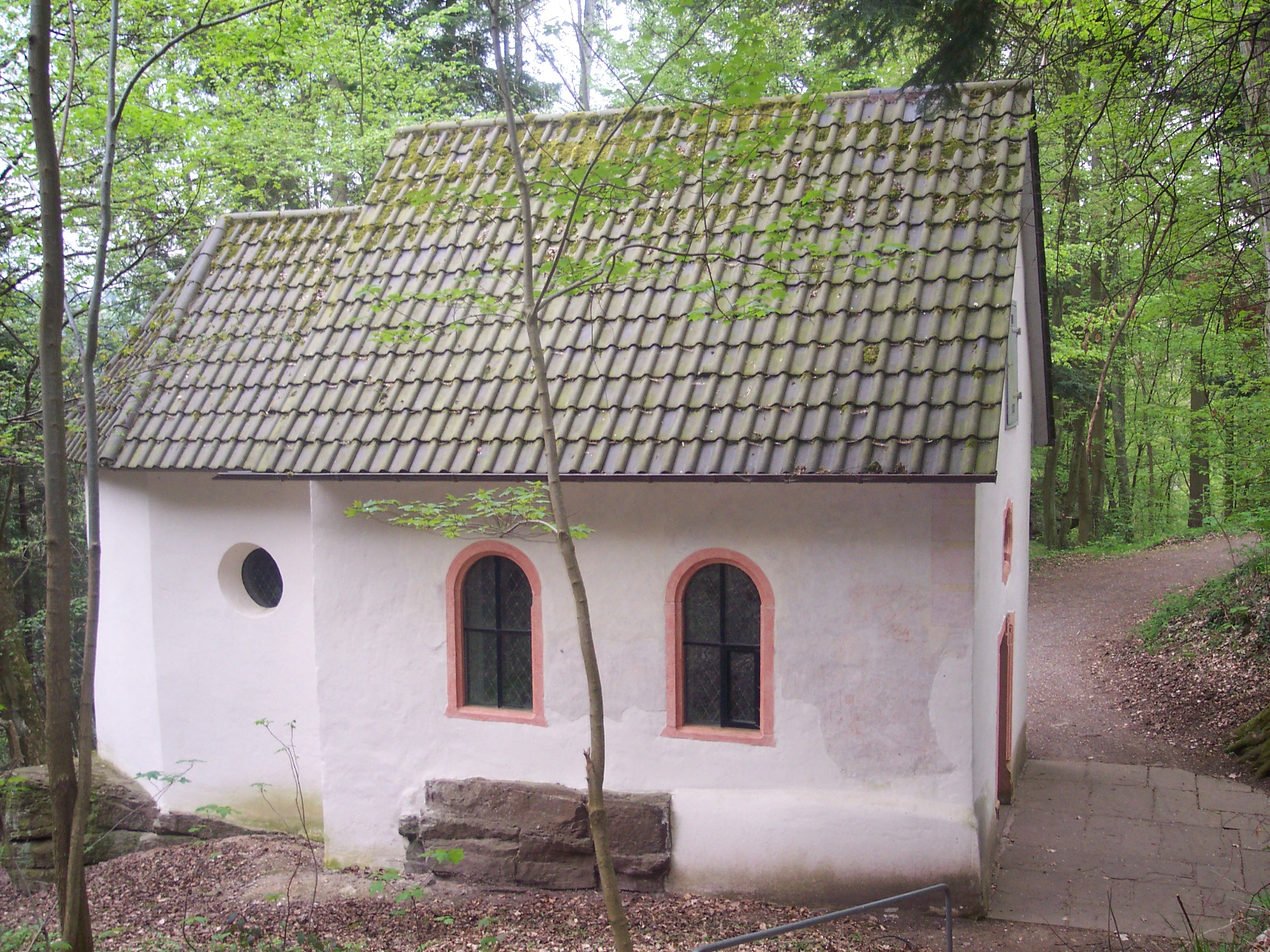
Waldkapelle Maria Hilf von Norden

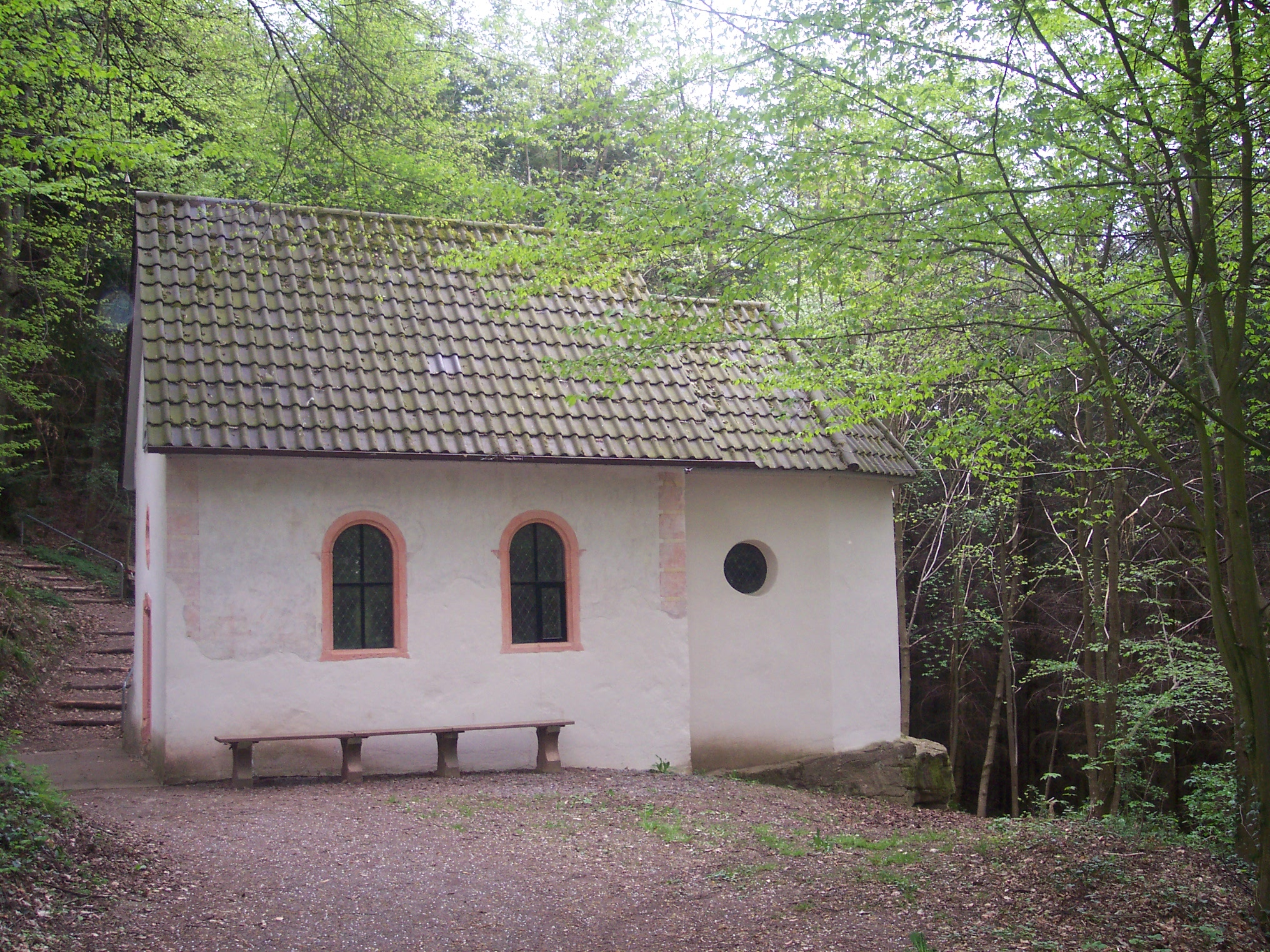
Waldkapelle Maria Hilf aus Richtung der Burg Steinegg (Süden)

Die Waldkapelle Maria Hilf auf der Gemarkung von Hamberg, einem Ortsteil der Gemeinde Neuhausen im Enzkreis, liegt direkt hinter der Burg Steinegg im Wald auf einem überhängenden Felsen. Die Kapelle wurde im Jahr 1683 von Sebastian Forster gestiftet und 1739 durch Karl Dietrich Anton von Gemmingen umgebaut.

## Legende
Die Legende über die Entstehung der Waldkapelle lautet folgendermaßen:
Als im Dreißigjährigen Krieg das Schloss Steinegg von schwedischen Feinden bedroht war, flüchteten die Schlossfräulein aus der Familie der Freiherren von Gemmingen-Steinegg in den nahen Wald unter einen überhängenden Felsen und taten in ihrer Not und Angst das Gelübde, dass, wenn sie durch Mariens Schutz vor den Feinden bewahrt blieben, sie auf dem schützenden Felsen eine Kapelle zu Ehren der Heiligen Jungfrau Maria erbauen wollten. Eine Spinne habe den Eingang zum Versteck zugesponnen, so dass niemand ahnen konnte, dass unter dem Felsen jemand verborgen sei.

## Gedicht
Das Kleinod ist Thema des Gedichtes „Die Waldkapelle“ von Georg Scherer:
Wo tief im Tannengrunde

   So friedlich äst das Wild,

Steht an geweihter Stelle

Die kleine Waldkapelle

   Mit ihrem Gnadenbild.

Der Epheu und die Rose

   Umrankt das Bild von Stein;

Die Vöglein in den Zweigen,

Sie laden durch ihr Schweigen

   Hier still zum Beten ein.

Habt Rast, ihr Hirsch’ und Rehe,

   Hab Rast, mein Roß, auch du!

Kein Jagdruf soll euch schrecken,

Kein Horn den Wald erwecken

   Aus tiefer Mittagsruh.